# Missionarie serve dello Spirito Santo
Le Missionarie Serve dello Spirito Santo (in latino Congregatio Missionalis Servarum Spiritus Sancti) sono un istituto religioso femminile di diritto pontificio: le suore di questa congregazione pospongono al loro nome la sigla C.M.S.Sp.S.

## Storia

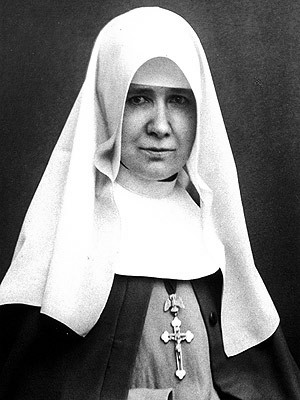
Maria Helena Stollenwerk, cofondatrice della congregazione

Dopo aver fondato la Società del Verbo Divino, Arnold Janssen (1837-1909) iniziò a intuire la necessità di avere delle religiose che supportassero l'opera dei missionari: Daniele Comboni, che ebbe modo di incontrare, elogiò l'operato delle Pie Madri della Nigrizia e nel 1874 Janssen rivolse un appello alle suore tedesche espulse dalla Germania a causa del Kulturkampf a raggiungere le terre di missione.
Nel 1882 Janssen accolse nel seminario di Steyl le prime donne desiderose di dedicarsi alle missioni: vennero impiegate nei lavori domestici fino all'8 dicembre 1889, quando Boez, vescovo di Roermond, approvò l'erezione della congregazione missionaria femminile. Maria Helena Stollenwerk e Josepha Hendrina Stenmanns, le prime suore dell'istituto, sono considerate le cofondatrici delle Missionarie Serve dello Spirito Santo.
Le prime sedici postulanti presero i voti il 17 gennaio 1892 e il 12 marzo 1894 le prime dodici novizie divennero suore. Nel 1914 dalla congregazione si staccò il ramo delle religiose dedite alla vita contemplativa, le Suore Serve dello Spirito Santo dell'Adorazione Perpetua.
Le Missionarie Serve dello Spirito Santo ricevettero il pontificio decreto di lode il 21 marzo 1925 e vennero approvate definitivamente dalla Santa Sede l'8 dicembre 1938.

## Attività e diffusione
Le Missionarie Serve dello Spirito Santo cooperano alla propagazione del cattolicesimo nelle missioni, specialmente in quelle affidate ai verbiti.
In origine, l'abito delle suore era costituito da tonaca e scapolare celesti, mantello blu, cuffia, bende, soggolo e velo bianchi e da un crocifisso in metallo bianco pendente sul petto sospeso a un nastro rosso uscente dal soggolo: il costume è stato notevolmente semplificato nel corso degli anni.
Sono presenti in Europa (Austria, Repubblica Ceca, Germania, Irlanda, Moldavia, Paesi Bassi, Polonia, Portogallo, Regno Unito, Romania, Russia, Slovacchia, Spagna, Svizzera, Ucraina, Ungheria), in Africa (Angola, Benin, Botswana, Etiopia, Ghana, Mozambico, Sudafrica, Togo, Zambia), nelle Americhe (Antigua e Barbuda, Argentina, Bolivia, Brasile, Cile, Cuba, Ecuador, Messico, Paraguay, Saint Kitts e Nevis, Stati Uniti d'America), in Asia (Corea del Sud, Filippine, Giappone, India, Indonesia, Taiwan, Timor Est) e in Oceania (Australia, Papua Nuova Guinea): la sede generalizia è a Roma.
Al 31 dicembre 2005 l'istituto contava 3.553 religiose in 419 case.